# 津軽味噌
津軽味噌（つがるみそ）は、青森県津軽地方で生産されている味噌。

## 特徴
大豆と米麹を使った米味噌であり、赤色の中辛味噌とされる。津軽地方の寒冷な気候から、津軽三年味噌とも呼ばれるほど熟成には長期間を要し、その間の酸敗を防ぐために塩分濃度は13%と高めに設定されている。一方で長期間の熟成によって十分に塩がこなれ、独特のうま味が得られる。淡白な味の中に一種の甘味がある、とも言われる。じゃっぱ汁や貝焼き味噌などの郷土料理にも用いられる。

## 歴史
鰺ヶ沢港には古くから味噌があったとの伝承があり、京都などとの交易によって津軽地方にも味噌作りが伝わっていたと見られるが、家庭内の消費にとどまっていた。寛永元年（1624年）に青森港が開港されると、蝦夷地や下北地方へ出荷する酒の製造が近江国からの移民によって弘前藩でも始まり、それに伴って味噌や醤油の商業的な製造も行われたと考えられている。慶安元年（1648年）の津軽藩律では、御用達商人の味噌の配合は「大豆1升に対して麹6合、塩5合」と定められており、当時から米麹が使われていた。
また、弘前藩は平時から軍需備蓄のために多数の麹屋（室屋）に営業を許可し、味噌造りを奨励していた。寛文9年（1669年）のシャクシャインの戦いにおける出兵でも、備蓄していた多量の味噌を持参したという記録がある。寛文11年（1671年）の税金に関する記録から、この頃までには南部地方の大豆を原料として商業的な味噌作りが行われていた。元禄15年（1703年）には味噌が蝦夷地に盛んに出荷されており、技術や気候の問題から味噌を生産できなかった蝦夷地の需要を満たす役割を担っていた。このような状況から、蝦夷地において「津軽味噌」という呼称が生まれた可能性が指摘されている。
天保の大飢饉が起きると、弘前藩は天保4年（1833年）と同6年（1835年）の2回に渡り、味噌と醤油の輸出を禁止した。一方で津軽味噌は醸造に3年かかるため、凶作の年でも十分な在庫があり、醸造家から換金のため販売の許可が願い出されている。この時期に藩財政は悪化が続いており、増収のため味噌2斗樽の輸出に課される湊役銭は天保6年（1835年）の5文から文久元年（1861年）には35文まで増額され、藩外への味噌の出荷は大きく低迷した。
1972年の統計では、青森県の味噌生産量は約25,000トンで全国6位、シェアは4.4%であった。このうち36%が県内で消費され、それ以外は北海道や岩手県、宮城県に出荷されていた。2009年の調査では同生産量は5,851トンまで減少しており、これは全国14位、シェア1.3%に相当する。

## 主な製造会社
- かねさ（青森市）
- 津軽味噌醤油（大鰐町）
- ワダカン（青森市）